# Pfarrkirche St. Nikolaus (Lauerz)

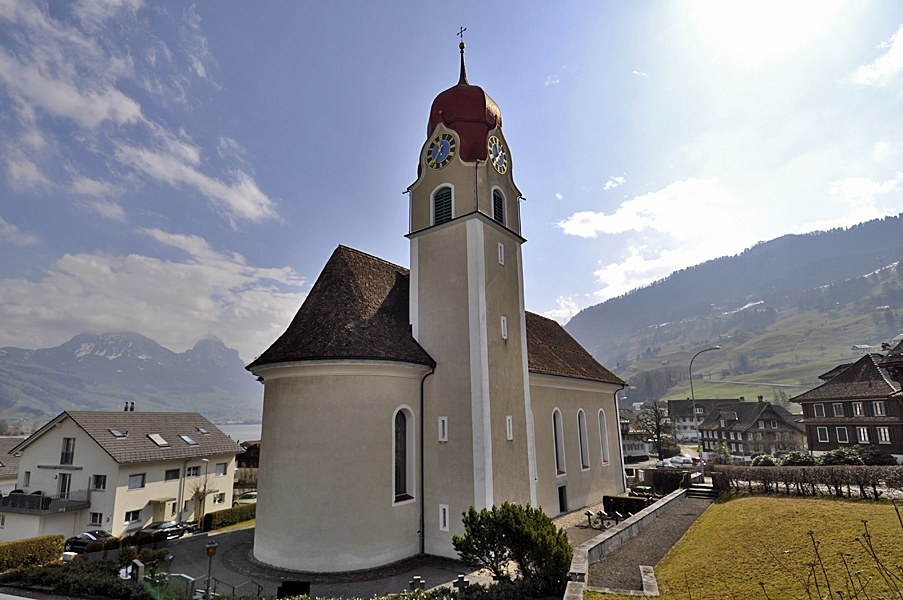
Die Pfarrkirche St. Nikolaus

Die katholische Pfarrkirche St. Nikolaus in Lauerz im Kanton Schwyz stammt in der heutigen Form aus dem frühen 19. Jahrhundert, nachdem sie 1806 beim Bergsturz von Goldau fast vollständig zerstört worden war. Sie steht unter Denkmalschutz.

## Geschichte

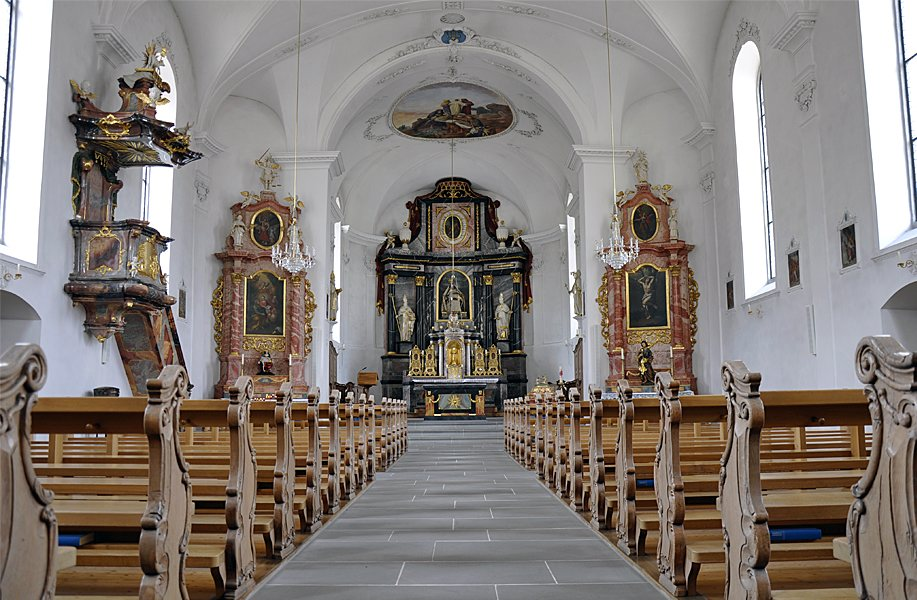
Inneres der Pfarrkirche

Bis um 1600 war Lauerz eine Filiale der Pfarrei Schwyz und besass eine St.-Theodul-Kapelle. Diese brannte 1506 nieder und wurde 1508/1509 an gleicher Stelle neu gebaut.
Nach der Entstehung der selbstständigen Pfarrei Lauerz wurde 1675 bis 1684 eine erste Pfarrkirche erbaut. Im Dorfbrand von 1764 blieb sie unversehrt. Beim Bergsturz vom 2. September 1806, der in Lauerz 23 Todesopfer forderte, wurde sie fast komplett zerstört. Der Turm blieb stehen, musste jedoch wegen Einsturzgefahr abgerissen werden.
1807 begann der Kirchenneubau nach Plänen von Bruder Jakob Nater aus dem Kloster Einsiedeln. In die Turmkugel wurde eine Schilderung der Zerstörung und des Wiederaufbaus eingelötet. Die Weihe der Kirche mit dem heiligen Nikolaus von Myra als Patron fand 1810 statt. 1820 erhielt Lauerz Seitenaltäre, Kanzel und Stühle als Geschenk aus der ehemaligen Gersauer Pfarrkirche. 1825 nahm Bischof Karl Rudolf von Buol-Schauenstein die Konsekration der neuen Kirche vor.
Die Turmkugel wurde 1847 erneuert und eine Inschrift mit Ereignissen seit 1810 eingefügt. Dasselbe geschah 1887, als das Turmdach mit Kupfer eingedeckt wurde. Bei einer umfassenden Innenrenovation 1917 wurden mehrere Deckengemälde hinzugefügt. 1925 wurde der Turmverputz erneuert. Wiederum wurde der Turmkugel eine Schrift beigefügt. Die erste Orgel aus dem Jahr 1853 wurde 1928 erweitert und erneuert.
1982/1984 fand eine umfassende Innen- und Aussenrenovation statt, an deren Ende 1984 die letzte der vier Glocken geweiht wurde. Zudem wurde durch Metzler Orgelbau eine neue Orgel mit 19 Registern auf zwei Manualen und Pedal eingebaut.

## Kunstwerke

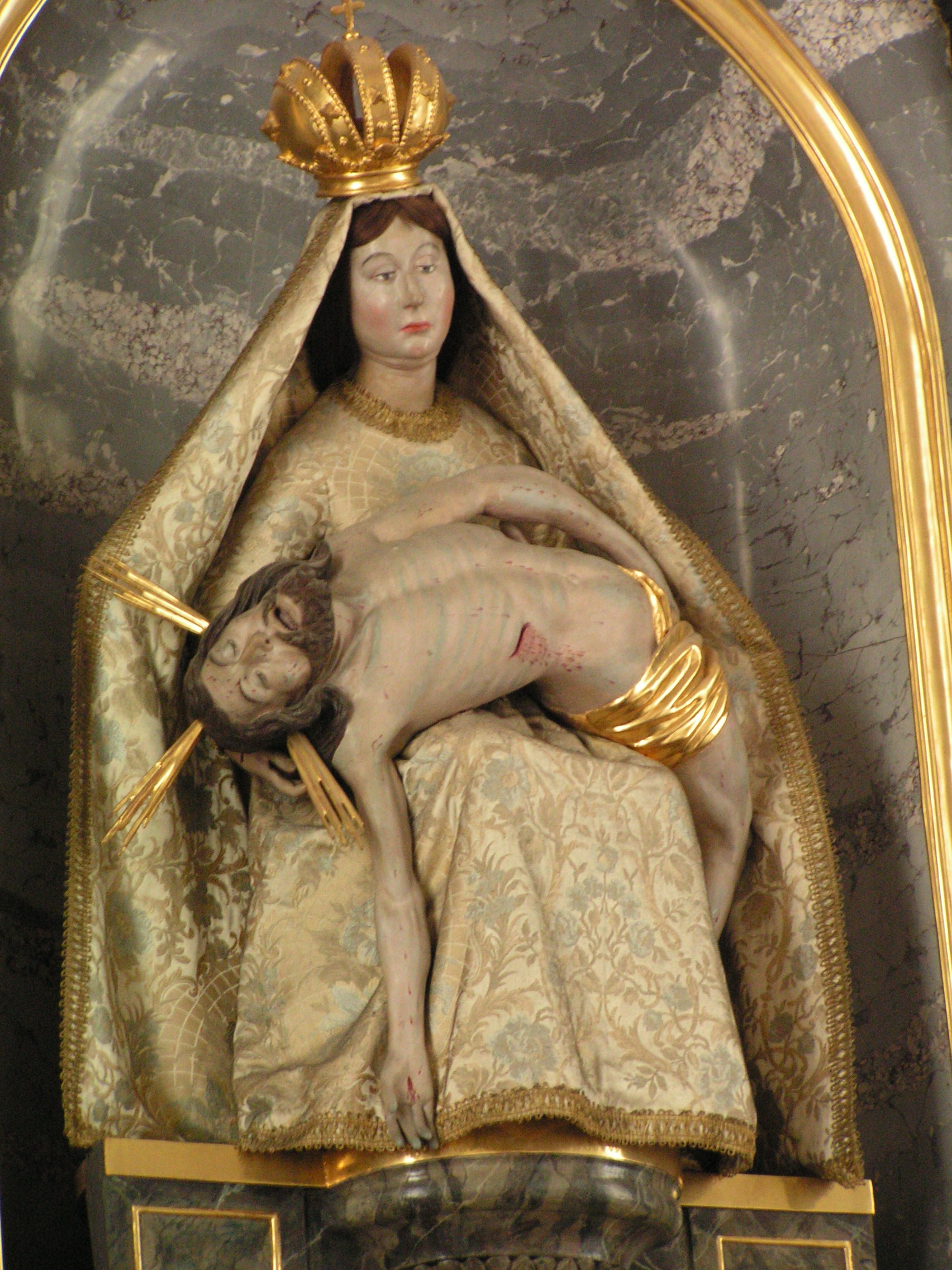
Die Pietà, das Gnadenbild der Schmerzensmutter, über dem Hochaltar

Die Lauerzer Pietà, eine Statue der Schmerzensmutter Maria, wurde um 1500 angefertigt und blieb bereits beim Kapellenbrand von 1506 unversehrt. Zur Ausschmückung der Kirche gehören Darstellungen aller sieben Schmerzen Mariens durch Decken- oder Wandbilder aus dem Jahr 1917. Die Pietà über dem Hochaltar stellt dabei den sechsten Schmerz Mariens dar.
Auf dem linken Seitenaltar sind die junge Maria mit ihren Eltern Joachim und Anna dargestellt, auf dem rechten Seitenaltar der heilige Sebastian am Kreuz. Über der Tür zum Kirchturm zeigt ein Bild Niklaus von Flüe, wie er schützend die Hand über Lauerz hält. Dieses Bild wurde nach dem Zweiten Weltkrieg aufgrund der Beliebtheit von Bruder Klaus als Landesheiliger angefertigt.
Die Heiligenstatuen am Seitenaltar der linken Frauenseite stellen von links nach rechts Agatha, den Erzengel Michael und Katharina dar. Der Seitenaltar der rechten Männerseite zeigt Jodokus, Wendelin und Nepomuk. Im Chor stehen sich die Heiligen Antonius und Marcellus gegenüber. Am Hochaltar flankieren der heilige Nikolaus von Myra als Kirchenpatron und der heilige Theodul als Patron der früheren Kapelle die Pietà.